# Нове Ґульчево
Нове Ґульчево (пол. Nowe Gulczewo) — село в Польщі, у гміні Слупно Плоцького повіту Мазовецького воєводства.
Населення — 1061 особа (2011).
У 1975-1998 роках село належало до Плоцького воєводства.

## Демографія
Демографічна структура станом на 31 березня 2011 року:
|          | Загалом | Допрацездатний вік | Працездатний вік | Постпрацездатний вік |
| -------- | ------- | ------------------ | ---------------- | -------------------- |
| Чоловіки | 533     | 132                | 373              | 28                   |
| Жінки    | 528     | 138                | 331              | 59                   |
| Разом    | 1061    | 270                | 704              | 87                   |